# Шух, Алина Анатольевна
Алина Анатольевна Шух (укр. Аліна Анатоліївна Шух; род. 12 февраля 1999) — украинская многоборка, чемпионка мира 2018 года среди юниоров в метании копья, чемпионка Европы в семиборье среди юниоров (2017) и юношей (2016), многократная чемпионка Украины в разных возрастных группах.

## Биография
Родилась 12 февраля 1999 года в Измаиле в семье легкоатлетов, а впоследствии и её тренеров Майи и Анатолия Шух. Алина начала заниматься спортом с 5 лет. Начала спортивный путь с тенниса, а в 2005 году семья перебралась в Кагарлыке Киевской области, где в Кагарлыкском ДЮСШ Алина продолжила занятия в секции лёгкой атлетики. С 6 лет тренирует Алину её мать — Майя Сергеевна Шух. В 2008 году Алина переезжает к Броваров, где сначала учится в общеобразовательной школе, а с 2011 года — в Броварском высшем училище физической культуры. Начиная с 2013 года к тренировкам Алины присоединяется её отец Анатолий Анатольевич.